# كينيث جونز (موسيقي)
كينيث جونز (بالإنجليزية: Kenneth Jones)‏ هو موسيقي أمريكي، ولد في 1952، وتوفي في 1969.

## وصلات خارجية
- كينيث جونز على موقع ميوزك برينز (الإنجليزية)
- كينيث جونز على موقع ديسكوغز (الإنجليزية)